# Knut G. Ewerlöf
Knut Gerhard Ewerlöf, född 28 november 1890 i Karlskrona stadsförsamling, Blekinge län, död 28 november 1973 i Sofia församling, Stockholms län, var en svensk jurist och politiker (högerpartist), konsultativt statsråd 1941–1945.

## Biografi
Knut G. Ewerlöf var son till vice häradshövdingen Carl Gotthard Ewerlöf (1855–1938) och Elin Elisabeth Thörn (1861–1952). Släkten Ewerlöf härstammar från prästen Johan Gestricius från Gästrikland, som levde i Stockholm i början av 1600-talet.
Ewerlöf blev filosofie kandidat och juris kandidat vid Uppsala universitet 1909 respektive 1914, varefter han var stadsombudsman i Uppsala 1918, rådman och magistratens sekreterare där 1920 samt civilrådman där 1929. Åren 1931–1936 var han finansborgarråd i Stockholm, och vann på den posten respekt som en begåvad praktiker. 
Vid grundandet av Svenska försäkringsbolags riksförbund 1937 utsågs Ewerlöf till verkställande direktör. Året därpå blev Ewerlöf invald i riksdagens första kammare, och satt där till 1961. Från 1952 var han även högerns gruppledare i riksdagen. År 1941 utnämndes Ewerlöf till konsultativt statsråd med ansvar för ärenden inom finans- och försvarsdepartementen i samlingsregeringen Hansson III, och kom att förbli på denna post till 1945. Åren 1954–1961 var han styrelseordförande i Svenska turistföreningen.
Ewerlöf var från 1912 gift med Elsa Löwenadler (1887–1979), även hon riksdagspolitiker för Högerpartiet. De fick barnen Gunnar (1913–1979), Bengt (1917–1977) och Kerstin (1920–2013). Makarna Ewerlöf är begravda på Norra begravningsplatsen utanför Stockholm.

## Utmärkelser
- Kommendör av första klassen av Vasaorden, 6 juni 1936.[4]
- Kommendör med stora korset av Nordstjärneorden, 6 juni 1945.[5]
- Kommendör av Finlands Vita Ros' orden, före 1945.[5]